# Ion Siminie
Ion Siminie (n. 16 iunie 1930, Orăștie, Hunedoara, România) este un actor român de teatru și film.

## Filmografie
- Petrecerea (1970) - film TV
- Tatăl risipitor (1974)
- Ștefan cel Mare - Vaslui 1475 (1975)
- Prea cald pentru luna mai (1984)
- Acordați circumstanțe atenuante? (1984)
- Racolarea (1985)
- Noi, cei din linia întâi (1986) - general german
- Un oaspete la cină (1986)
- Zîmbet de Soare (1988)
- Începutul adevărului (Oglinda) (1994) - mareșalul Ion Antonescu
- Huntress: Spirit of the Night (1995) - Roland
- Triunghiul morții (1999)
- Amen (2002) - Majordom
- Modigliani (2004) - Claude Monet
- Despre morți numai de bine (2005)
- Ticăloșii (2007) - președintele României